# Ronde van Italië 2022/Eenentwintigste etappe
De eenentwintigste etappe van de Ronde van Italië 2022 werd verreden op zondag 29 mei in Verona. Het betroft een individuele tijdrit over 17,1 kilometer.

## Uitslagen
| Verona – Verona (17,1 km) |                      |                         |         |
| Plaats                    | Naam                 | Ploeg                   | Tijd    |
| 1                         | Matteo Sobrero       | Team BikeExchange Jayco | 22'24"  |
| 2                         | Thymen Arensman      | Team DSM                | + 23"   |
| 3                         | Mathieu van der Poel | Alpecin-Fenix           | + 40"   |
| 4                         | Bauke Mollema        | Trek-Segafredo          | + 1'08" |
| 5                         | Ben Tulett           | INEOS Grenadiers        | + 1'12" |
| 6                         | Mauro Schmid         | Quick Step-Alpha Vinyl  | + 1'17" |
| 7                         | Magnus Cort          | EF Education-EasyPost   | + 1'18" |
| 8                         | Tobias Foss          | Team Jumbo-Visma        | + 1'19" |
| 9                         | Michael Hepburn      | Team BikeExchange Jayco | + 1'24" |
| 10                        | Richard Carapaz      | INEOS Grenadiers        | z.t.    |
|                           |                      |                         |         |
| 19                        | Thomas De Gendt      | Lotto Soudal            | + 1'44" |

| Algemeen klassement |                    |                                    |            |
| Plaats              | Naam               | Ploeg                              | Tijd       |
| Roze trui           | Jai Hindley        | BORA-hansgrohe                     | 86u31'14"  |
| 2                   | Richard Carapaz    | INEOS Grenadiers                   | + 1'18"    |
| 3                   | Mikel Landa        | Bahrain Victorious                 | + 3'24"    |
| 4                   | Vincenzo Nibali    | Astana Qazaqstan                   | + 9'02"    |
| 5                   | Peio Bilbao        | Bahrain Victorious                 | + 9'14"    |
| 6                   | Jan Hirt           | Intermarché-Wanty-Gobert Matériaux | + 9'28"    |
| 7                   | Emanuel Buchmann   | BORA-hansgrohe                     | + 13'19"   |
| 8                   | Domenico Pozzovivo | Intermarché-Wanty-Gobert Matériaux | + 17'29"   |
| 9                   | Hugh Carthy        | EF Education-EasyPost              | + 17'54"   |
| 10                  | Juan Pedro López   | Trek-Segafredo                     | + 18'40"   |
|                     |                    |                                    |            |
| 17                  | Wilco Kelderman    | BORA-hansgrohe                     | + 41'45"   |
| 30                  | Mauri Vansevenant  | Quick Step-Alpha Vinyl             | + 2u03'44" |

## Opgaven
1e etappe ·
2e etappe ·
3e etappe ·
4e etappe ·
5e etappe ·
6e etappe ·
7e etappe ·
8e etappe ·
9e etappe ·
10e etappe ·
11e etappe ·
12e etappe ·
13e etappe ·
14e etappe ·
15e etappe ·
16e etappe ·
17e etappe ·
18e etappe ·
19e etappe ·
20e etappe ·
21e etappe
Startlijst · Eindstanden · Afbeeldingen